# Slavisch gambiet
Het Slavischgambiet is in de opening van een schaakpartij een variant in de Slavische opening met de volgende beginzetten: 1.d4 d5 2.c4 c6 3.Pf3 Pf6 4.Pc3 dxc4 5.e4.
Het gambiet is geanalyseerd door de Russische schaker Alexander Tolush. Het gambiet is ingedeeld bij de gesloten spelen.